# ديربي ميونخ
ديربي ميونخ (بالألمانية: Münchner Stadtderby) هي مباراة كرة قدم بين فريقي مدينة ميونخ الألمانية، بين نادي بايرن ميونخ ونادي ميونخ 1860. أقيم أول لقاء بين الفريقين بتاريخ 21 سبتمبر 1902 ضمن منافسات بطولة مدينة ميونيخ في شارع كليمنت في حي شوابينخ، بمدينة ميونخ، وانتهى بفوز نادي بايرن ميونخ بنتيجة 3-0.
يذكر أن بايرن ميونخ هو الأكثر فوزاً في لقاءات الديربي، فقد فاز في 105 مباريات من أصل 204، بينما فاز نادي ميونخ 1860 في 49 مباراة وانتهى 50 لقاءً بينهما بالتعادل.